# Mini John Cooper Works Rally
La Mini John Cooper Works Rally è un fuoristrada da corsa costruita dalla scuderia tedesca X-raid secondo le norme FIA del Gruppo T1 (veicoli fuoristrada prototipi) a partire dal 2016. Ha fatto il suo debutto al Rally Dakar 2017.

## Caratteristiche
La vettura è stata presentata nel 2016 per sostituire la Mini ALL4 Racing, della quale è una evoluzione. Rispetto alla sua antenata, il baricentro è stato abbassato e alcune componenti meccaniche sono state migliorate per aumentare la manovrabilità.
Il corpo vettura è ispirato alla seconda generazione della Mini Countryman. Come risultato di ciò, le linea, in particolare quella dei fari, è diversa rispetto a quella della Mini ALL4 Racing. Il telaio tubolare in acciaio è stato ridisegnato in modo tale da poter alloggiare una terza ruota di scorta. Questo ha inoltre creato lo spazio necessario per ridurre il raffreddamento nel posteriore. Queste due modifiche hanno contribuito ad abbassare ulteriormente l'assetto.
L'aerodinamica della vettura è stata ulteriormente migliorata grazie a numerosi test effettuati nella galleria del vento del gruppo BMW. Questo ha permesso di incrementare leggermente la velocità massima e l'accelerazione della vettura. Inoltre è stata effettuata una nuova mappatura del motore per incrementare la potenza massima. L'abbassamento del centro di gravità del veicolo, nella forma di 50 kg per 50 cm, ha permesso di migliorare la manovrabilità e la tenuta di strada su qualsiasi tipo di terreno.

## Attività sportiva
La vettura ha debuttato nelle competizioni nel Rally Dakar 2017. Per l'occasione sono stati preparati tre esemplari (uno rosso, uno verde e uno argento), alla guida dei quali sono stati ingaggiati Mikko Hirvonen, Yazeed Al-Rajhi e Orlando Terranova. Proprio quest'ultimo ha ottenuto il miglior posizionamento, classificandosi al sesto posto assoluto. Hirvonen si classifica invece 13°, mentre Al-Rajhi 27°. Nel corso dell'anno la vettura ha preso poi parte ad alcuni rally valevoli per la coppa del mondo rally raid, senza però ottenere vittorie.
Alla Dakar 2018 ha debuttato una nuova vettura preparata dalla X-raid, la Mini John Cooper Works Buggy. Nonostante ciò sono state comunque schierate due Mini John Cooper Works Rally, alla guida delle quali sono stati ingaggiati Terranova. L'argentino ottiene ancora una volta il miglior piazzamento tra i due fuoristrada, piazzandosi 20º, mentre Roma è costretto al ritiro. Complici anche i numerosi problemi di affidabilità mostrati dai buggy, i migliori piazzamenti sono stati paradossalmente ottenuti dalle vecchie Mini ALL4 Racing. Nel corso della stagione la vettura ha poi partecipato a diversi rally valevoli per la coppa del mondo rally raid, ottenendo diverse vittorie e aggiudicandosi il titolo finale nelle mani del polacco Jakub Przygoński.
Alla Dakar 2019 ai tre principali piloti X-raid (Stéphane Peterhansel, Carlos Sainz e Cyril Despres) sono stati affidati tre buggy. Nonostante ciò sono state iscritte anche tre Mini John Cooper Works Rally, alla guida delle quali sono stati ingaggiati Roma, Terranova e Al-Rajhi. Proprio lo spagnolo ottiene il miglior risultato tra tutte le vetture X-raid, classificandosi al secondo posto assoluto, il miglior piazzamento della vettura alla Dakar. Successivamente la vettura ha preso parte ad alcuni rally valevoli per la coppa del mondo rally raid, aggiudicandosi l'Abu Dhabi Desert Challenge.
Alla Dakar 2020 sono state iscritte due vetture, alla guida delle quali sono stati ingaggiati Przygoński e Terranova, alle quali se n'è aggiunta una terza semiufficiale guidata dal russo Vladimir Vasil'ev. L'argentino è ancora una volta il migliore con il sesto posto assoluto, in un'annata nella quale i buggy Mini hanno ottenuto il primo e il terzo posto assoluto.

## Scheda tecnica
Motore: motore turbo basato su un motore di serie BMW
- Carburante: diesel
- Prestazioni motore: 261 kW (355 CV) / 3500 rpm
- Coppia: 770 Nm / 2150 U/m
- Cilindrata: 2993 cc
- Velocità massima: 190 km/h

Trasmissione
- Trazione: integrale
- Cambio: trasmissione a 6 marce Sadev
- Frizione: frizione AP Racing
- Differenziale: Xtrac
- Freni: dischi dei freni AP Racing (320 mm x 32 mm)

Dimensioni e pesi
- Lunghezza/larghezza/altezza: 4350 / 1999 / 2000 mm
- Passo: 2900 mm
- Peso (a vuoto): 1850 kg
- Capacità serbatoio: 365 l

Carrozzeria
- Carrozzeria: carrozzeria in fibra di carbonio e kevlar

Ruote
- Pneumatici: BF Goodrich 245/80 R16
- Ruote di scorta: 3